# 釜井俊孝
釜井 俊孝（かまい としたか、1957年3月7日 - ） は、日本の応用地質学者。京都大学名誉教授。専門は地すべり。

## 人物・経歴
東京都生まれ。1975年早稲田高等学校卒業。1979年筑波大学第一学群自然学類地球科学専攻卒業、利根コンサルタント入社。1986年日本大学大学院理工学研究科博士前期課程土木工学専攻修了、工学修士。同年通商産業省入省、工業技術院地質調査所研究官。同主任研究官を経て、1995年日本大学理工学部土木工学科助手、日本大学博士（工学）。同専任講師、助教授を経て、2000年京都大学防災研究所助教授。2007年同教授。2019年第7回古代歴史文化賞優秀作品賞受賞。2022年京都大学名誉教授、日本応用地質学会論文賞受賞。

## 著書
- 『斜面防災都市：都市における斜面災害の予測と対策』（守隨治雄と共著）理工図書 2002年
- 『震で沈んだ湖底の村：琵琶湖湖底遺跡を科学する』（林博通、原口強と共著）サンライズ出版 2012年
- 『埋もれた都の防災学：都市と地盤災害の2000年』京都大学学術出版会 2016年
- 『宅地崩壊：なぜ都市で土砂災害が起こるのか』NHK出版新書 2019年